# Antônio Carlos Pipponzi
Antônio Carlos Pipponzi é um empresário brasileiro, que atua no ramo de drogarias. Também dirige o Instituto para o Desenvolvimento do Varejo (IDV).

## Vida profissional
Formado engenheiro pela Escola Politécnica, onde obteve o seu mestrado, iniciou nos negócio da família em 1982. A frente das operação da Droga Raia transformou a empresa na maior rede de drogarias e o quinto maior grupo varejista do Brasil. Investiu em inovação e tecnologia e na gestão de estoques e pessoas, o que criou condições para o crescimento da rede de farmácias, que em 2108 conta com 1 600 pontos de venda.
As ações da Raia Drogasil formada pela fusão das empresas tem suas ações negociadas na Bolsa de Valores, Mercadorias e Futuros de São Paulo (BM&FBOVESPA).